# Nicola Graef

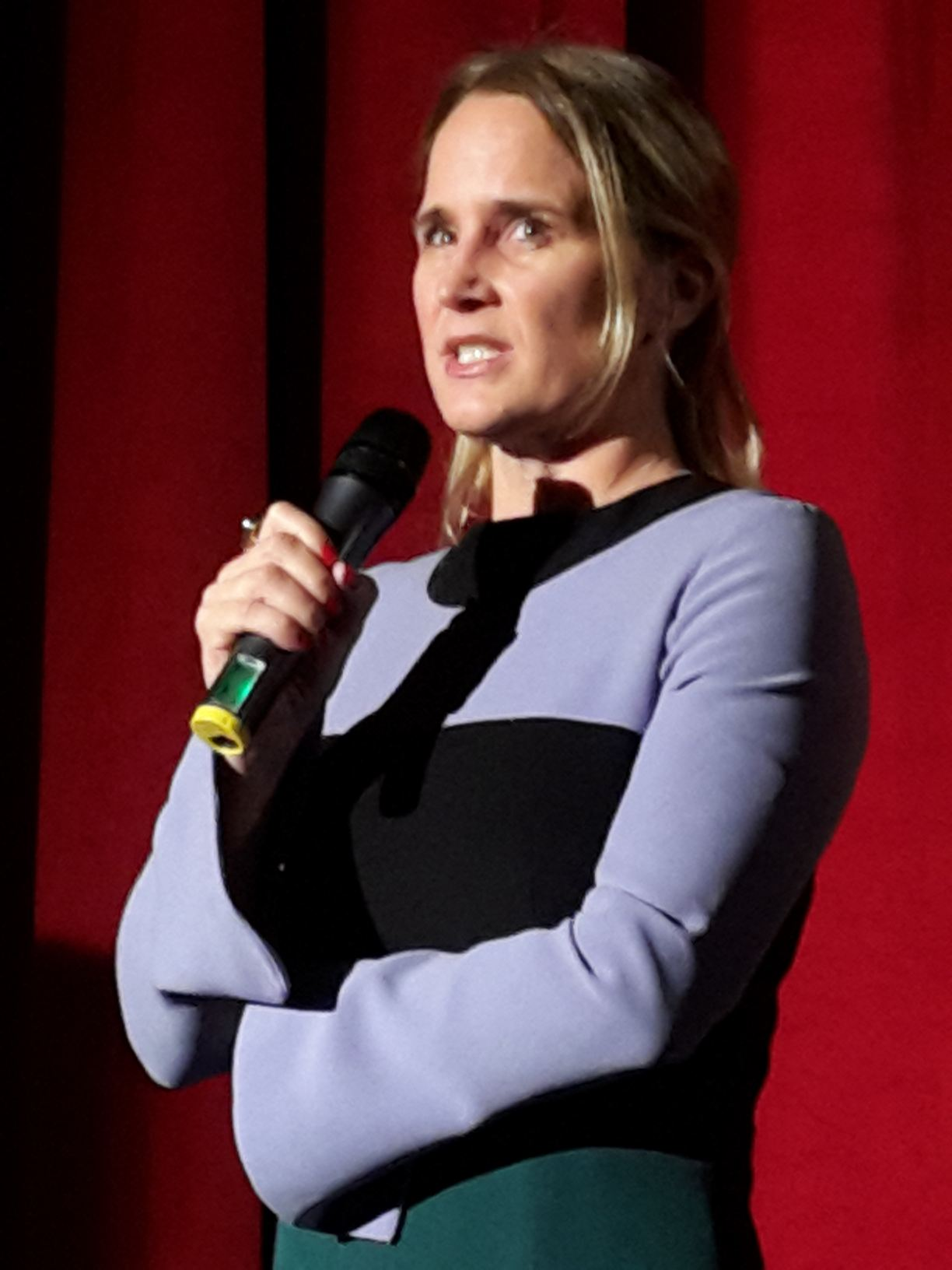
Nicola Graef 2017 in Hamburg

Nicola Graef (* 1970) ist eine deutsche Fernsehjournalistin, Dokumentarfilmerin und Filmproduzentin im Bereich des Dokumentarfilms.

## Leben
Graef studierte Germanistik, Theaterwissenschaft und Philosophie in München und absolvierte ein weiteres Studium in London, das sie mit einem Master of Arts in „theatre studies“ abschloss. Als freie Autorin und Journalistin arbeitete sie danach für die Londoner Studios von ZDF und NDR. Nach einem Volontariat beim NDR in Hamburg arbeitete sie als Redakteurin für verschiedene Produktionen des NDR Fernsehens. 
Mit Susanne Brand gründete sie die Produktionsfirma Lona Media, die verschiedene Dokumentation und Reportagen für das Fernsehen produziert, unter anderem Beiträge für die Formate 37 Grad und Menschen hautnah. In den Jahren 2003 bis 2006 moderierte sie im WDR Fernsehen die Talkshow Westart am Sonntag. Bis 2008 war Gräf Inhaberin der Hamburger Galerie plan b. Mit dem Dokumentarfilm Ich. Immendorff produzierte sie 2008 erstmals einen Kinofilm. Für die Filmaufnahmen begleitete Graef Jörg Immendorff die letzten zwei Jahre vor seinem Tod.
Im Jahr 2016 wurde Graefs Dokumentarfilm „Neo Rauch – Gefährten und Begleiter“ in Leipzig uraufgeführt. Inoffizielle Premiere war am 23. Februar 2017 in Hamburg (Foto).
In der ARD wurde im August 2020 ihre vierteilige Doku-Serie Hotel-Legenden gezeigt. Sie erzählte Geschichten über Le Bristol in Paris, das American Colony Hotel in Jerusalem, das Beau Rivage in Genf und das Adlon in Berlin. 
Ihr aktueller Kinofilm „Eine einsame Stadt“ hatte als Wettbewerbsfilm bei der Dok Leipzig 2020 Premiere. 

## Preise
Im Jahr 2006 erhielt Graef den Civis – Europas Medienpreis für Integration im Bereich Information für ihre Dokumentation Der Feind im Haus. Wenn aus Kindern Nazis werden in der WDR-Fernsehreihe Menschen hautnah. 2012 wurde sie zusammen mit Güner Yasemin Balci mit dem Civis-Fernsehpreis für die Reportage Tod einer Richterin – Auf den Spuren von Kirsten Heisig des gleichen Formats ausgezeichnet.